# Sandøy
 For alternative betydninger, se Sandø. (Se også artikler, som begynder med Sandø)
Sandøy er en tidligere økommune i Møre og Romsdal fylke i Norge. 
Med kommunereformen i Norge blev   Sandøy, Skodje, Haram og Ørskog kommuner  1. januar 2020  lagt  sammen med Ålesund.  Den tidligere kommune var en økommune yderst mod Norskehavet. Den var omgivet af kommunerne Aukra i nordøst, Midsund i øst og Haram i syd.